# Denis Kaliberda
Denis Kaliberda (ukrainisch Денис Каліберда Denys Kaliberda; * 24. Juni 1990 in Poltawa, Ukrainische SSR, UdSSR) ist ein deutscher Volleyballspieler.

## Karriere

### Verein
1999 begann Denis Kaliberda mit dem Volleyball beim SCC Berlin. Ende 2004 wechselte der gebürtige Ukrainer zum VC Olympia Berlin, gehörte dort zunächst zum Regionalligateam, ehe er in der Saison 2006/07 in der Erstligamannschaft des VCO eingesetzt wurde. In seiner Berliner Zeit errang Kaliberda drei deutsche Jugendmeisterschaften.
2009 wechselte der Juniorennationalspieler nach Bayern. Mit Generali Haching wurde er in seiner ersten Saison sofort deutscher Pokalsieger. In den Finalspielen der Bundesliga gelang es Haching zwar, dem amtierenden Meister VfB Friedrichshafen nach über drei Jahren die erste nationale Heimniederlage beizubringen, die Meisterschaft gewann jedoch das Team vom Bodensee.
Im Januar 2010 trat der Außenangreifer im All-Star-Game für das Team Süd an und entschied als jüngster Teilnehmer den Aufschlagwettbewerb für sich.
2011 gewann Kaliberda mit Generali Haching durch ein 3:2 gegen den amtierenden deutschen Meister Friedrichshafen zum zweiten Mal in Folge den DVV-Pokal. 2012 unterlag Kaliberda mit Haching im Playoff-Finale mit 2:3 Siegen dem neuen Meister Berlin Recycling Volleys.  Danach ging er nach Italien zu Tonno Callipo Vibo Valentia. 2013 wechselte Kaliberda zum Ligakonkurrenten Copra Piacenza, mit dem er 2014 den italienischen Pokal gewann. Danach ging er zum polnischen Spitzenklub Jastrzębski Węgiel. 2016 wechselte er wieder nach Italien zu Sir Safety Perugia und 2016 zum Ligakonkurrenten Cucine Lube Civitanova, wo er 2017 italienischer Meister und Pokalsieger wurde. In der Saison 2017/18 schlug Kaliberda in der Türkei für Ziraat Bankası Ankara auf, von 2018 bis 2020 spielte er wieder in Italien bei Azimut Modena. Nach einer neunmonatigen Spielpause wurde Kaliberda im Dezember 2020 vom deutschen Bundesligisten Berlin Recycling Volleys reaktiviert und wurde hier 2021 deutscher Meister. Nach einer erneuten Spielpause war er von Januar bis April 2022 bei den Netzhoppers KW-Bestensee aktiv. Danach ging Kaliberda wieder nach Italien zu Top Volley Latina, kehrte aber im Januar 2025 zu den Netzhoppers zurück.

### Nationalmannschaft
Als Kapitän der U-19-Nationalmannschaft erreichte Kaliberda den fünften Platz bei der Jugend-EM 2007 sowie zehnten Rang bei der WM des gleichen Jahres. Ein Jahr später wurde er mit der Juniorennationalmannschaft in Brünn Vize-Europameister.
In der Weltliga 2010 belegte die deutsche Nationalmannschaft mit Kaliberda den neunten Platz, bei der anschließenden Weltmeisterschaft in Italien erreichte das Team den achten Platz, die beste Platzierung einer deutschen Mannschaft seit 1974.
Bei den Olympischen Spielen in London erreichte er mit der Nationalmannschaft den fünften Platz. Mit der Nationalmannschaft gewann er bei der WM in Polen die Bronzemedaille und bei den erstmals 2015 stattfindenden Europaspielen in Baku die Goldmedaille. 2017 wurde Kaliberda in Polen Vize-Europameister.

## Sonstiges
Sein Vater Wiktor Kaliberda ist ebenfalls Volleyballspieler und spielte für die ukrainische Nationalmannschaft. Heute spielt er noch sporadisch beim Berliner VV in der Berlinliga.